# 1949 en sport automobile
Chronologie du Sport automobile
1948 en sport automobile - 1949 en sport automobile - 1950 en sport automobile

## Les faits marquants de l'année1949enSport automobile
- Le Français Jean Trévoux remporte le Rallye automobile Monte-Carlo sur une Hotchkiss.
- Red Byron remporte le premier championnat de la série NASCAR avec un montant total de 5 800 $ (USD).
- Grand Prix de Monaco, Grande-Bretagne, Suisse, France et Italie. Outre ces cinq courses nationales, 26 autres Grand Prix ont lieu dont 7 en France. Afin de procéder à un tri entre toutes ces courses, un championnat du monde de pilotes est créé. La première édition de ce championnat se tiendra en 1950.

## Par mois

### Mars
- 27 mars : Grand Prix automobile de Rio de Janeiro.

### Avril
- 18 avril : Grand Prix de Pau.

### Mai
- 8 mai : Grand Prix automobile du Roussillon.
- 14 mai : Grand Prix automobile de Marseille.
- 15 mai : Grand Prix automobile de Grande-Bretagne.
- 30 mai : 500 miles d'Indianapolis

### Juin
- 5 juin : Grand Prix automobile des Frontières.
- 19 juin : victoire de Louis Rosier au volant d'une Talbot au Grand Prix automobile de Belgique sur le Circuit de Spa-Francorchamps.
- 25 juin : départ de la dix-septième édition des 24 Heures du Mans.
- 26 juin : victoire de Peter Seldon et Luigi Chinetti sur une Ferrari aux 24 Heures du Mans.

### Juillet
- 3 juillet : Grand Prix automobile de Suisse.
- 10 juillet : victoire de Juan Manuel Fangio au Grand Prix automobile d'Albi.
- 17 juillet : Grand Prix automobile de France.

### Août
- 20 août : BRDC International Trophy.

### Septembre
- 11 septembre : Grand Prix automobile d'Italie.
- 18 septembre : Grand Prix automobile d'Australie.
- 25 septembre : Grand Prix automobile de Tchécoslovaquie.

## Naissances
- 6 janvier : Christine Dacremont, pilote de course française, de rallyes.
- 30 janvier : Jacques Alméras, pilote automobile français
- 22 février : Niki Lauda, pilote automobile autrichien de Formule 1.
- 23 février : Bruno Saby, pilote automobile (rallye) français.
- 4 mars :  Karel Loprais, pilote automobile tchèque de rallyes, catégorie camions.
- 4 avril : Gérard Swaton, pilote amateur de rallye français.
- 5 mai : Klaus Ludwig, pilote automobile allemand.

- 11 juin : Tom Pryce, pilote automobile gallois de Formule 1, († 5 mars 1977).
- 25 juin : Patrick Tambay, pilote automobile français.
- 25 juillet : Fredy Amweg, pilote automobile suisse.
- 4 Septembre : Christian Blanc, pilote automobile suisse, († 2 septembre 1997).
- 22 octobre : Joël Gouhier, pilote automobile français.
- 23 octobre : René Metge, pilote automobile (rallye) français.
- 1er novembre : Bruno Sotty, pilote automobile français
- 27 novembre : Masanori Sekiya, pilote automobile japonais.

## Décès
- 28 janvier : Jean-Pierre Wimille, pilote automobile français. (° 26 février 1908).
- 9 mai :  Carlo Felice Trossi pilote automobile et constructeur d'automobiles italien (° 27 avril 1908).